# Blasphème au Royaume-Uni
Le crime de blasphème au Royaume-Uni a été abrogé en 2008. Originellement partie du droit canon, le blasphème fut décrété comme constituant un crime, entrant ainsi dans la common law, au XVIIe siècle par la Court of Queen's Bench (Cour du banc de la Reine, la plus haute instance juridictionnelle). La loi considérait le blasphème uniquement s'il visait le christianisme et, en particulier, l'Église d'Angleterre. Ce crime n'a été aboli que par le Criminal Justice and Immigration Act 2008 (sections 79 et 153),
Avant que le blasphème n'entre dans la common law, par décision de la Cour du Banc du Roi (en), d'autres moyens existent pour contrer de telles pratiques, réelles ou supposées.
John Wyclif (1320c-1384) est l'objet de diverses accusations (surtout d'hérésie) par les tribunaux ecclésiastiques. William Sawyer, en 1400, est brûlé pour hérésie.
De 1414 à 1506, de nombreux cas de bûcher et de pendaison relèvent de telles accusations.

## DuXVIIeauXIXesiècle
En 1656, le quaker James Nayler (1618-1660), jugé coupable de blasphème, fut condamné à la flagellation, à être marqué au fer avec la lettre B sur le front, à avoir la langue percée, et à deux ans de travaux forcés.
Dans Rex v Taylor (1676), le Chief Justice Matthew Hale déclara que « ce genre de mots blasphématoires était une insulte non seulement envers Dieu et la religion, mais un crime à l'encontre des lois, de l'État et du gouvernement, et donc punissable par ce tribunal (...) Le christianisme fait partie intégrante des lois d'Angleterre; dès lors, critiquer la religion chrétienne c'est faire œuvre de subversion envers la loi ». Ce jugement fut réaffirmé par les tribunaux lors de Cowan v. Milbourn (1867).
Une loi spécifique sur le blasphème fut promulguée en 1698 (le Blasphemy Act de 1698). Le fait de jurer de façon profane était pénalisé par le Profane Oaths Act de 1745 (peine d'amende), abrogé par le Criminal Law Act de 1967 (section 3).

## Dernière condamnation ferme (1921)
La dernière condamnation ferme pour blasphème (neuf mois de travaux forcés) fut rendue le 9 décembre 1921, à l'encontre de John William Gott, déjà condamné trois fois pour blasphème, en raison de la publication de pamphlets satiriques comparant Jésus à un clown. En Écosse, la dernière action en justice pour blasphème eut lieu en 1843. En 1697, un tribunal écossais condamna Thomas Aikenhead à la pendaison pour blasphème. 
Harry Boulter, un prédicateur rationaliste de Hyde Park, fut lui aussi emprisonné en 1909 pour blasphème.

## Dernière condamnation (1977)
La dernière condamnation pour blasphème eut lieu en 1977, dans l'affaire Whitehouse v. Lemon. Mary Whitehouse poursuivit le magazine Gay News pour avoir publié un poème de James Kirchup, The Love that Dares to Speak its Name, qui décrit les amours homosexuelles de Jésus avec un centurion. La Commission européenne des droits de l'homme déclara le 7 mai 1982 non admissible le pourvoi déposé par le magazine devant la Cour européenne des droits de l'homme (CEDH), confirmant ainsi la condamnation effectuée par la Chambre des lords de 1979. Lemon  rejeta le pourvoi en appel en 1982, confirmant le jugement de la chambre des Lords de 1979. Denis Lemon, l'éditeur de Gay News, a reçu une amende de 500 livres et neuf mois de sursis. Le juge déclara avoir tiré à pile ou face pour savoir si Lemon allait recevoir une condamnation ferme ou non. Dans un acte de protestation public contre la pénalisation du blasphème, des lectures publiques du poème ont eu lieu, en 2002, sur les marches de l'église St Martin-in-the-Fields sur Trafalgar Square, réunissant plusieurs dizaines d'intellectuels. Aucune poursuite ne fut engagée contre eux par le Director of public prosecutions, et la protestation mena à l'abrogation du crime six ans plus tard. 
L'anarchiste Guy Aldred fut arrêté dans Hyde Park en 1925 et condamné pour blasphème et sédition.

## L'affaire Salman Rushdie
Lors de l'affaire concernant les Versets sataniques de Salman Rushdie, des organisations musulmanes anglaises ont voulu le faire condamner en s'appuyant sur cette loi. Mais par jugement du 9 avril 1990, la Cour rejeta la requête.

## Dernière plainte (2007)
La dernière plainte pour blasphème a été déposée en 2007 par le groupe fondamentaliste Christian Voice, qui attaqua la BBC pour avoir diffusé une émission de Jerry Springer: The Opera, qui incluait une scène représentant Jésus, habillé comme un bébé, et se disant « légèrement gay ». Les tribunaux de la ville de Westminster ont rejeté la plainte, décision contre laquelle Christian Voice a porté recours devant la Haute Cour de justice, lequel a été rejeté. La Haute Cour a en effet considéré que la common law sur le blasphème ne s'appliquait ni aux productions théâtrales, régulées par le Theatres Act 1968, ni aux diffusions télévisées (Broadcasting Act 1990).

## La Convention européenne des droits de l'homme et l'abrogation (2008)
Après la promulgation du Human Rights Act 1998, les tribunaux étaient sommés d'interpréter la loi de façon conforme à la Convention européenne des droits de l'homme. Toutefois, dans Wingrove v UK (1997), la CEDH avait déclaré l'interdiction du blasphème compatible avec l'article 10 de la Convention, régulant la liberté d'expression.
Le 5 mars 2008, la Chambre des lords vota pour l'abolition du crime de blasphème à l'instigation du député démocrate-libéral Evan Harris, tandis que la Commission des lois avait recommandé cette abolition vingt-et-un ans auparavant.